# Аллен (округ, Індіана)
Шаблон:StateAbbr_ 41°05′ пн. ш. 85°04′ зх. д. / 41.09° пн. ш. 85.06° зх. д.
Округ Аллен (англ. Allen County) — округ (графство) у штаті Індіана, США. Ідентифікатор округу 18003.

## Історія
Округ утворений 1824 року.

## Демографія
За даними перепису
2000 року
загальне населення округу становило 331849 осіб, зокрема міського населення було 287649, а сільського — 44200.
Серед мешканців округу чоловіків було 162425, а жінок — 169424. В окрузі було 128745 господарств, 86235 родин, які мешкали в 138905 будинках.
Середній розмір родини становив 3,11.
Віковий розподіл населення поданий у таблиці:
| Стать    | До 15 років | 15-21 | 22-29 | 30-39 | 40-49 | 50-65 | 65-85 | Понад 85 |
| -------- | ----------- | ----- | ----- | ----- | ----- | ----- | ----- | -------- |
| Чоловіки | 39334       | 16706 | 18515 | 24706 | 25281 | 22699 | 13876 | 1308     |
| Жінки    | 37788       | 16145 | 18187 | 24752 | 25719 | 24257 | 19138 | 3438     |

## Суміжні округи
- Декальб — північ
- Дефаєнс, Огайо — північний схід
- Полдінґ, Огайо — схід
- Ван-Верт, Огайо — південний схід
- Адамс — південь
- Веллс — південь
- Гантінгтон — південний захід
- Вітлі — захід
- Нобл — північний захід

## Виноски
1. ↑  U.S. Decennial Census. United States Census Bureau. Архів оригіналу за 26 квітня 2015. Процитовано 10 липня 2014.
2. ↑  Historical Census Browser. University of Virginia Library. Архів оригіналу за 11 серпня 2012. Процитовано 10 липня 2014.
3. ↑  Population of Counties by Decennial Census: 1900 to 1990. United States Census Bureau. Архів оригіналу за 4 жовтня 2014. Процитовано 10 липня 2014.
4. ↑  Census 2000 PHC-T-4. Ranking Tables for Counties: 1990 and 2000 (PDF). United States Census Bureau. Архів (PDF) оригіналу за 18 грудня 2014. Процитовано 10 липня 2014.
5. ↑  Allen County QuickFacts. Бюро перепису населення США. Архів оригіналу за 7 червня 2011. Процитовано 17 вересня 2011.(англ.) Наведено за англійською вікіпедією.
6. ↑  American FactFinder. Бюро перепису населення США. Архів оригіналу за 26 лютого 2012. Процитовано 31 січня 2008. [Архівовано 2008-05-21 у Wayback Machine.]

| США | Це незавершена стаття з географії США. Ви можете допомогти проєкту, виправивши або дописавши її. |